# بهرام آباد عليا (مقاطعة دورود)
بهرام‌آباد عليا (بالفارسية: بهرام‌آباد علیا) هي قرية تقع في قسم جان الريفي (مقاطعة دورود) في إيران. يقدر عدد سكانها بـ 982 نسمة بحسب إحصاء 2016.